# Senois
Senois serait, selon une opinion controversée entre les héraldistes, un émail ; ancien et rare en tous cas, ce qui n'est pas contesté.
En 1955, l'ambassadeur et héraldiste Hugh Stanford London déchiffre, dans un manuscrit, un mot dont il pense qu'il se lit senois, parce qu'il met ses diverses hypothèses sur la lecture du manuscrit en relation avec la ville de Sienne qui donne son nom, deux où trois siècles plus tard, à un pigment brun. Il rédige une note d'une page.
S'ensuivent diverses discussions dans le milieu héraldique. En 1977, Galbreath le cite dans son Manuel du blason comme un synonyme de orangé et de tanné, en 1979, Michel Pastoureau cite cet émail dans son Traité d'héraldique (TH). Pour ses contradicteurs, le terme senois, de lecture et de sens incertains et absent des traités classique d'héraldique, n'a une existence qu'accidentelle, et ne fait pas partie du corps des émaux héraldiques, particulièrement à une époque reculée, où l'on y reconnaissait que quatre émaux et deux métaux (GH).
La couleur n'est pas plus assurée. Il s'agirait d'un brun-rouge, qui aurait servi dans des blasonnements, pour certains[Qui ?] en Angleterre ou en Allemagne (où les hérauts[Combien ?] parlaient aussi français[réf. nécessaire]) au XIVe siècle ou au XVe siècle (Galbreath 1977), pour d'autres en France au XIVe siècle pour émailler certains détails animaliers telles que les griffes et la langue,[source insuffisante]. Les couleurs héraldiques formant un code, il est nécessaire que l'émail soit à la fois défini de façon assez large et soit assez différent de tous les autres émaux reconnus pour pouvoir être reconnu à coup sûr d'après le blason.

## Autres usages
Anciens
Senois a pu désigner les habitants de la ville de Sienne, et aussi les Saxons : « les Saxons premièrement nommés Senois sous l'ancienne division des Sueves », « les François [Francs] accompagnés des Saxons (qui sont les anciens Senois) avoir entrepris plusieurs courses encontre la nation Gauloise ».
Moderne
La renaissance du terme senois à la suite de ces polémiques n'a pas été vaine, et on trouve, en textile pour la décoration, rideau de couleur senois, en  cosmétique un rouge à lèvres « contour des lèvres » bordeaux  couleur senois.
Nom de famille
Senois est aussi un nom de famille présent en France.
Peuple de Malaisie
Les Senoi sont un peuple indigène (Orang Asli) de Malaisie.